# Miloš Šatara
Miloš Šatara (* 28. Oktober 1995 in Gradiška) ist ein bosnischer Fußballspieler.

## Karriere

### Verein
Šatara begann seine Karriere beim FK Kozara Gradiška. Zur Saison 2013/14 rückte er in den Kader der ersten Mannschaft des Zweitligisten. Zur Saison 2015/16 wechselte er nach Serbien zum Erstligisten FK Mladost Lučani. Im Juli 2015 gab er dort sein Debüt in der SuperLiga. In seiner ersten Profisaison kam er zu 23 Einsätzen in der höchsten serbischen Spielklasse. In der Saison 2016/17 absolvierte er 33 Saisonspiele. In der Saison 2017/18 kam er zu 31 Einsätzen, in denen er ein Tor erzielte. In der Saison 2018/19 spielte er 14 Mal in der SuperLiga. In der Saison 2019/20 kam er zu 26 Einsätzen, in der Saison 2020/21 zu 35.
Im Juli 2021 wechselte Šatara nach Belarus zum FK Schachzjor Salihorsk. Für Schachzjor kam er bis zum Ende der Spielzeit 2021 zu zwölf Einsätzen in der Wyschejschaja Liha, mit Salihorsk wurde er Meister. In der Saison 2022 konnte er mit dem Klub den Titel verteidigen, während der Saison kam er 16 Mal zum Einsatz. Im Januar 2023 zog der Innenverteidiger weiter nach Russland zu Achmat Grosny.

### Nationalmannschaft
Šatara spielte zwischen 2013 und 2016 mindestens 14 Mal für bosnische Jugendnationalteams.